# L'Ambulance 13
Pour les articles homonymes, voir Ambulance (homonymie).
L'Ambulance 13 est une série de bande dessinée écrite par Patrick Cothias et Patrice Ordas, puis par ce dernier seul à partir du tome 5, dessinée par Alain Mounier et mise en couleurs par Sébastien Bouët. Elle est publiée par Bamboo Édition depuis 2010 dans la collection Grand Angle.

## Synopsis
France, 1915. Louis-Charles Bouteloup est un jeune chirurgien fraîchement diplômé de la Faculté de Médecine qui se voit affecté sur le front, à Fleury-devant-Douaumont, à quelques kilomètres de Verdun, au commandement d'une Ambulance chirurgicale automobile dont les infirmiers sont des hommes aguerris parmi lesquels il devra se faire admettre. Humaniste, empreint de médecine moderne, il est en conflit avec son père, le Baron Bouteloup, médecin de renom et homme influent, député, lieutenant-colonel et proche du général Philippe Pétain, qui cherche à le faire muter contre son gré à l'État-Major et lui attire également des animosités politiques, notamment de la part de Georges Clemenceau. L'unité de Bouteloup brave la violence des combats pour protéger les blessés, y compris ennemis. Affectée ensuite aux 56e et 59e Régiments de Chasseurs, dits les Diables bleus, l’Ambulance 13 va se trouver au cœur de la bataille de Verdun. Forte tête, refusant de fermer les yeux sur les aberrations de la hiérarchie, Bouteloup est la bête noire de l'État Major. Après une brève affectation au Val de Grâce et avoir frôlé la Cour Martiale, il est finalement affecté en 1917 en Alsace, où il doit former de futurs chirurgiens de tranchée américains, alors que les États-Unis s’apprêtent à entrer dans le conflit. Gravement blessé et défiguré, Bouteloup est rapatrié vers l'arrière et pourra compter sur Émilie, une jeune dessinatrice et sculptrice qu'il avait connue lors qu'il était à la faculté de médecine, et qui avait accompagné Marie Curie, mandatée sur le front pour y présenter son invention de radiographie mobile, pour essayer de retrouver un visage et peut-être reconstruire sa vie. Mais après la mort d'Émilie, Bouteloup est désespéré. Alors que, mis en disponibilité, il se sent inutile, on lui propose d'accompagner le Général François Léon Jouinot-Gambetta en Orient où il participe à la prise d'Uskub, qui met fin aux combats sur le front d'Orient. Bouteloup revient alors en France en septembre 1918. La fin du conflit est proche mais Georges Clemenceau veut se trouver en position de force pour imposer la paix et lance une offensive finale, à laquelle Louis-Charles Bouteloup va participer.

## Historique
Avant d'être une bande dessinée, L'Ambulance 13 était un roman, co-signé par Patrick Cothias et Patrice Ordas, publié en juin 2010 par Bamboo Édition.
Patrice Ordas avait écrit ce roman à la fin des années 1990 mais ne l'avait pas publié jusqu'à ce que Patrick Cothias lui trouve un éditeur. Patrice Ordas nourrit depuis longtemps une passion pour la Grande Guerre, en étant préoccupé avant tout par le côté humain de ce conflit qu'il considère comme « la dernière guerre de l’ancien régime dans laquelle l’individu est mis à l’épreuve de façon extravagante ». Afin d'éviter les redites par rapport aux nombreuses œuvres consacrées à cette guerre, il a choisi de traiter le sujet sous l'angle de la médecine de guerre, qui était toujours la même que celle des guerres du Premier Empire : « La bataille finie, on triait tranquillement sur le champ de bataille. En 14 au début, la consigne était de ne pas s’attarder à ramasser les blessés. Il n’y avait pas la notion d’échelon dans les hôpitaux de campagne. Ce n’est qu’en 1918 que la consigne est donnée qu’un blessé doit être pris en charge au bout de deux heures maximum ». Il s'est ainsi intéressé aux membres du corps médical de guerre, brancardiers, infirmiers et médecins, en observant qu' « au début les brancardiers sont prélevés sur les effectifs des fanfares militaires, les infirmiers ont une formation légère. Et que les médecins pouvaient être des étudiants. D’ailleurs, après quatre ans de guerre, de chirurgie aux armées, certains d’entre eux n’ont pas été titularisés ensuite comme médecins ».
La série est très documentée et transcrit une réalité historique qui a été rappelée en 2014 sur le site du centenaire de la Grande Guerre qui évoquait la série.
La série a reçu le soutien du Ministère des Armées qui en a conseillé la lecture à plusieurs reprises sur son site : lors de la parution du tome 1, en 2010, en rappelant que le Musée du service de santé des armées du Val-de-Grâce consacrait alors une exposition aux services de santé durant la Première Guerre mondiale, dont la première édition du tome 1 en reprenait l’essentiel dans un cahier documentaire,, puis lors de la parution du tome 6 en précisant qu'il comportait également un cahier spécial sur « la chaîne d'évacuation des blessés » établi par le Médecin général inspecteur Raymond Wey, lequel était présent au Salon du Livre de Paris en mars 2016 pour présenter la série ainsi que le dossier documentaire sur « le ravitaillement sanitaire » inclus dans l'édition originale du tome 7 qu'il avait rédigé.

## Albums
Roman
- L'Ambulance 13, coécrit par Patrice Ordas et Patrick Cothias, Bamboo, coll. Grand Angle romans, 2010  (ISBN 978-2-35078-979-8) (BNF 42277079)
- Cycle 1 :

1. Croix de sang, 46 planches, soit 48 pages, format 24 cm x 32 cm, avec un dossier de 8 pages en fin d'album sur le Service de Santé des Armées pendant la guerre de 1914-1918 (réservé à la première édition), 2010  (ISBN 978-2-8189-0167-0) ; il existe un tirage limité à 1 200 exemplaires pour le réseau des librairies Canal BD, couverture différente, dos toilé noir, avec un cahier graphique de 8 pages d'Alain Mounier et un ex-libris numéroté  (ISBN 978-2-912804-41-9)
2. Au nom des hommes, 46 planches, soit 48 pages, format 24 cm x 32 cm, 2012  (ISBN 978-2-8189-0913-3)
- Cycle 2 :

3. Les Braves Gens, 46 planches, soit 48 pages, format 24 cm x 32 cm, 2013  (ISBN 978-2-8189-2219-4)
4. Des morts sans nom, 46 planches, soit 48 pages, format 24 cm x 32 cm, 2014  (ISBN 978-2-8189-2538-6)
- Cycle 3 :

5. Les Plumes de fer, 46 planches, soit 48 pages, format 24 cm x 32 cm, 2014  (ISBN 978-2-8189-3211-7)
6. Gueule de guerre, 46 planches, soit 48 pages, format 24 cm x 32 cm, avec un cahier spécial sur la chaîne d'évacuation des blessés, 2015  (ISBN 978-2-8189-3450-0)
- Cycle 4 :

7. Les Oubliés d'Orient, 46 planches, soit 48 pages, format 24 cm x 32 cm, avec un dossier de 8 pages en fin de volume sur Les évolutions et le développement du ravitaillement sanitaire, 2016  (ISBN 978-2-8189-4016-7)
8. D'un enfer, l'autre, 46 planches, soit 48 pages, format 24 cm x 32 cm, avec un dossier de 8 pages en fin de volume sur Les personnels sanitaires au cours de la Grande guerre, 2018  (ISBN 978-2-8189-4293-2)
9. Pourquoi ? 46 planches, soit 48 pages, format 24 cm x 32 cm, avec un dossier de 8 pages en fin de volume sur Le même combat, toujours : secourir, sauver, soigner..., 2018  (ISBN 978-2-8189-4711-1)
- Intégrales :
  - Intégrale 1, reprend les tomes 1 et 2, 91 planches, soit 96 pages, avec un dossier de 7 pages, un cahier graphique de 8 pages et le visuel d'un ex-libris, 2014  (ISBN 978-2-8189-2642-0) ; il existe un tirage limité à 250 exemplaires numérotés et signés par l'auteur avec deux ex-libris inédits, une affiche couleur et une planche couleur inédite incorporée au Tome 2, couverture cartonnée pleine toile, dos carré collé toilé cousu tranchefil, éditions Cleopas, 2013  (ISBN 978-2-917283-51-6)
  - Intégrale 2, reprend les tomes 3 et 4, 91 planches, soit 96 pages, 2016  (ISBN 978-2-8189-3379-4) ; il existe un tirage de luxe limité à 199 exemplaires numérotés de 1 à 144 pour BD Empher Editions et ES01 à ES 55 pour la librairie BD Flash + 35 exemplaires hors commerce, 116 pages, avec un cahier d’illustrations couleurs et noir et blanc de 16 pages, quatre tirés à part, impression sur papier Splendorgel Avorio 270 gr Ivoire de chez Fedrigoni, pages de garde rouge Indien 250 gr, les pages de couverture sont mi toilées en toile rouge (dos) et toile Cialinen avec incrustation de vignette 22 cm x 15,5 cm en couleur, impression à chaud pastel deux couleurs (noir pour le titre, rouge pour la croix sur la couverture), 1 page de biographie et 1 page réservée pour la dédicace couverte d’un calque de protection, certificat signé par Alain Mounier + 5 ex-libris (la version collector comprend une des plaques d’impression d’une planche et d’un tiré à part supplémentaire au format 27,5 cm x 38 cm signé par l’auteur), éditions BD Empher, 2016  (ISBN 979-1-09-321504-4)
  - Intégrale 3, reprend les tomes 5 et 6, 91 planches, soit 96 pages, avec un dossier de 16 pages en fin d'album sur le service de santé des armées durant la première guerre mondiale, 2017  (ISBN 978-2-8189-4237-6)

## Accueil
La série a reçu des critiques très favorables :
- Pour Guillaume Clavières, de planetebd.com, « Le travail de recherche et de restitution est toutefois remarquable. Les auteurs abordent tous les aspects de la guerre et son quotidien : le respect envers la hiérarchie, les soins et le matériel médical, les pensées politiques des soldats. A travers le prisme de ceux qui l’ont faite, la grande guerre est extrêmement réaliste, comme si on lisait des témoignages de soldats de l’époque »[8].
- Pour Desaix, de histoire-pour-tous.fr, « c'est un chef-d'œuvre comme on en lit peu »[9].
- Pour Jean-Laurent Truc, de ligneclaire.info, il y a « Toujours autant de maîtrise dans le scénario de cette Ambulance 13. Le réalisme, la précision de la documentation est parfaite. Ordas et Cothias sont au scénario. Le dessin d’Alain Mounier est travaillé, riche en détails en particulier dans les scènes de tranchées ou celles au sein de l’escadrille de Guynemer. Ambulance 13 a gagné ses galons de série référence sur la guerre de 14 et sur l’action du service de santé pendant les opérations »[10].
- Pour Berthold, de sceneario.com, « Ordas a donc réussi à faire de L'ambulance 13, une série phare sur la Première Guerre Mondiale. Graphiquement, Mounier donne là aussi le meilleur de lui-même. Il réussit par son trait efficace à nous entrainer dans les tranchées et à nous faire subir la vie dans ces conditions. La boue, la pluie, l'odeur, le sang, les balles, les bombes... Tout arrive à nous faire bien comprendre et à ressentir ces conditions de vies qu'ont connu les poilus entre autres »[11].

Mais certains critiques ont regretté une baisse de qualité après le tome 6 :
- Pour Jérôme Blachon, de bdencre.com, même si « L’ensemble est de bonne facture avec une mise en couleur travaillée qui laisse percevoir la boue, le sang et l’ombre. Le sujet est intéressant et permet d’aborder des thèmes peu connus », « Toutefois, au bout de 6 tomes, une certaine répétition s’installe dans l’intrigue : les moments de paix sont rares et Louis retourne inlassablement au front alors que tous cherchent à en partir, allant toujours au-devant de nouveaux problèmes… »[12].
- Pour M. Leroy, de bdgest.com, « ce nouveau cycle parait anesthésié, sans rythme et sans émotion. Est-ce une subtile mise en abyme ou la suffocation d'une série de qualité ? »[7].